# Josef Hans Grafl
Josef Hans Grafl (* 10. Oktober 1921 in Schattendorf; † 10. Juni 2008 in Bad Aussee) war ein österreichischer Widerstandskämpfer gegen den Nationalsozialismus. Der gelernte Maurer war ab 1934 Mitglied der KPÖ, setzte sich 1941 an der Ostfront von der Wehrmacht ab und lief zu den sowjetischen Partisanen über, gelangte über Bulgarien und Griechenland zu den Briten und wurde daraufhin vom Geheimdienst SOE angeworben. Anfang 1945 sprang er gemeinsam mit drei anderen im britischen Dienst stehenden österreichischstämmigen Agenten per Fallschirm über dem Salzkammergut ab und war an der Verhaftung von Ernst Kaltenbrunner beteiligt.

## Jugend
Grafl wurde 1921 im burgenländischen Schattendorf geboren, einer damals stark sozialdemokratischen Gemeinde direkt an der ungarischen Grenze, in der es schon in den 1920er Jahren zu politischen Unruhen gekommen war (siehe Schattendorfer Urteil). Seine Familie war ebenfalls sozialdemokratisch geprägt und politisch aktiv. Josef Hans Grafl ging zunächst in Schattendorf in die Schule und zog dann nach Wien, um eine Maurerlehre zu beginnen. Dort hatte er zunächst Kontakt zur Sozialistischen Arbeiterjugend, bei der er neben seiner Lehre zum Funker ausgebildet wurde. Nach dem Februar 1934 knüpfte er jedoch gemeinsam mit seinen Schwestern Kontakte zu den Kommunisten und wurde Mitglied der verbotenen KPÖ. 1937 wurde er deshalb drei Monate lang im Anhaltelager Wöllersdorf inhaftiert. Später konnte er jedoch seine Lehre fortsetzen und besuchte einen Lehrgang, um Maurermeister zu werden. Diesen konnte er jedoch nach dem Anschluss Österreichs nicht mehr abschließen, da er am 17. Oktober 1940 zum Wehrdienst einberufen wurde.
Aufgrund seiner früheren politischen Aktivitäten und der Nähe zu seinem bekannt kommunistischen und später hingerichteten Schwager, wurde er jedoch als „wehrunwürdig“ eingestuft und von der Wehrmacht deshalb in die Funkerschule nach Aurich geschickt. Nach dem Überfall auf die Sowjetunion 1941 wurde er als Funker der Nachrichtenabteilung der Wehrmacht hinter der Front in der Ukraine eingesetzt. Bei seinem Einsatz in Bulgarien sabotierte er die Deutsche Armee, indem er geheime Funksprüche an die Sowjetunion weiterleitete. Seine Tätigkeit flog aber bald auf und er wurde 1941 in Varna wegen Wehrkraftzersetzung zum Tode verurteilt. Dort gelang es ihm zu desertieren und Kontakt zu sowjetischen Partisanen aufzunehmen.

## Flucht
Gemeinsam mit zwei Kollegen konnte er auf einem deutschen Schiff die Ukraine verlassen, da sie sich mit dem Schiffsführer angefreundet hatten. Dieser Frachter wurde jedoch auf dem Schwarzen Meer von einem türkischen Kriegsschiff aufgebracht und Grafl wurde daraufhin im rumänischen Constanța ausgesetzt. Von dort aus machte er sich zu Fuß auf den Weg Richtung Athen, um Kontakt mit den Andartes, den griechischen Partisanen, aufzunehmen. Auf dem Marsch dorthin wurde er jedoch im von deutschen Truppen besetzten Kilkis als Deserteur erkannt und inhaftiert. Mit Hilfe zweier bulgarischer Partisaninnen gelang ihm jedoch kurz darauf die Flucht und er konnte so der drohenden Hinrichtung entgehen. Beim darauf folgenden Marsch durch das Gebirge begegnete er bald einem griechischen Partisanen. Dieser hielt ihn für einen deutschen Soldaten und verhaftete ihn. In einer der folgenden Nächte gelang es ihm aber, dem Griechen die Waffe abzunehmen und er zwang diesen, mit ihm nach Athen zu marschieren. Dort angelangt, wurde schnell klar, dass Grafl kein Nazi war, und er schloss sich der Partisanenkompanie im Stadtteil Dourgouti an. In diesem Viertel von Athen waren die lokale griechische Polizei und die Prostituierten auf Seiten der Partisanen und Grafl konnte deshalb unbehelligt bei einer griechischen Familie wohnen. Die deutschen Besatzer machten jedoch regelmäßig Razzien in Dourgouti, bei denen sich die Partisanen in die nahen Wälder zurückzogen, um wenig später wieder in die Stadt einzusickern. Sie wurden von den Briten mit Waffen und Nachschub versorgt. Da es schon zu dieser Zeit zu Spannungen zwischen den kommunistischen ELAS-Partisanen und der republikanischen EDES kam und immer wieder Fälle von Korruption und Verrat auftraten, fühlte sich Grafl in Athen nicht mehr sicher. Er entschloss, sich die Kontakte zu den Briten zu nutzen und ließ sich von diesen anwerben.

## In britischem Dienst
Das britische Militär warb zu dieser Zeit in Griechenland und am Balkan aktiv desertierte deutsche und österreichische Soldaten an und plante sogar die Aufstellung einer Austrian Legion (nicht zu verwechseln mit der auf Englisch gleichlautenden Österreichischen Legion). Dadurch konnte Grafl Anfang 1942 auf einem britischen U-Boot Griechenland verlassen und wurde nach Alexandria in Ägypten gebracht. Nach einer kurzen allgemeinen Einschulung in Kairo wurde er von den Briten zur Pilotenausbildung nach Haifa in Palästina geschickt. Danach wurde er am asiatischen Kriegsschauplatz gegen die Japaner eingesetzt. Dort war Grafl als Teil einer Jagdflugzeugcrew in Indien stationiert, die Einsätze über Burma, China und bis nach Japan flog, meist als Begleitschutz für amerikanische Bomber.
Nach zahlreichen Einsätzen in Asien hatte Grafl jedoch das Gefühl, zwar auf der richtigen Seite, aber am falschen Ort zu kämpfen. Er bat seine Vorgesetzten nach Europa versetzt zu werden, um dort für die Freiheit Österreichs zu kämpfen. Daraufhin wurde ihm angeboten, sich zum Action Service des britischen Geheimdienstes Special Operations Executive zu melden, da er dort zumindest mit Einsätzen in der Nähe seiner Heimat rechnen konnte. Nicht wissend, welche Art von Einsätze dies sein werden, nahm Grafl dieses Angebot 1944 an und wurde zunächst unter dem Decknamen "John Green" in Hong Kong zum Agenten ausgebildet und in verschiedene Sabotagetechniken eingeführt. Der britische Geheimdienst hatte in dieser Zeit begonnen, unter genauer Koordination mit der Aufklärung, hinter den deutschen Linien Spezialkommandos per Fallschirm abzusetzen, um den Vormarsch der Alliierten im Feindesland mit Hilfe von Sabotageaktionen vorzubereiten. Grafl nahm insgesamt an 34 Fallschirmkommandoeinsätzen teil, bei denen Brücken gesprengt und die deutschen Rückzugsmöglichkeiten sabotiert wurden. Dadurch erwarb er sich bei den Briten den Ruf, ein erfahrener Haudegen zu sein und deshalb griff der Geheimdienst auch auf ihn zurück, als eine besondere Spezialoperation auf österreichischem Boden geplant wurde. Diese Darstellung beruht auf Angaben von Grafl in Zeitzeugen-Interviews, der faktische Gehalt wurde in der zeithistorischen Forschung basierend auf Akten der SOE und der Deutschen Dienststelle (WASt) in Zweifel gezogen. So verzeichnete die Wehrmacht den Dienst Grafls in ihren Reihen, zuletzt beim Kommandierenden Gernal Ägais, bis zum 19. Oktober 1944, als er in britische Kriegsgefangenschaft geriet.

## Letzte Kriegstage

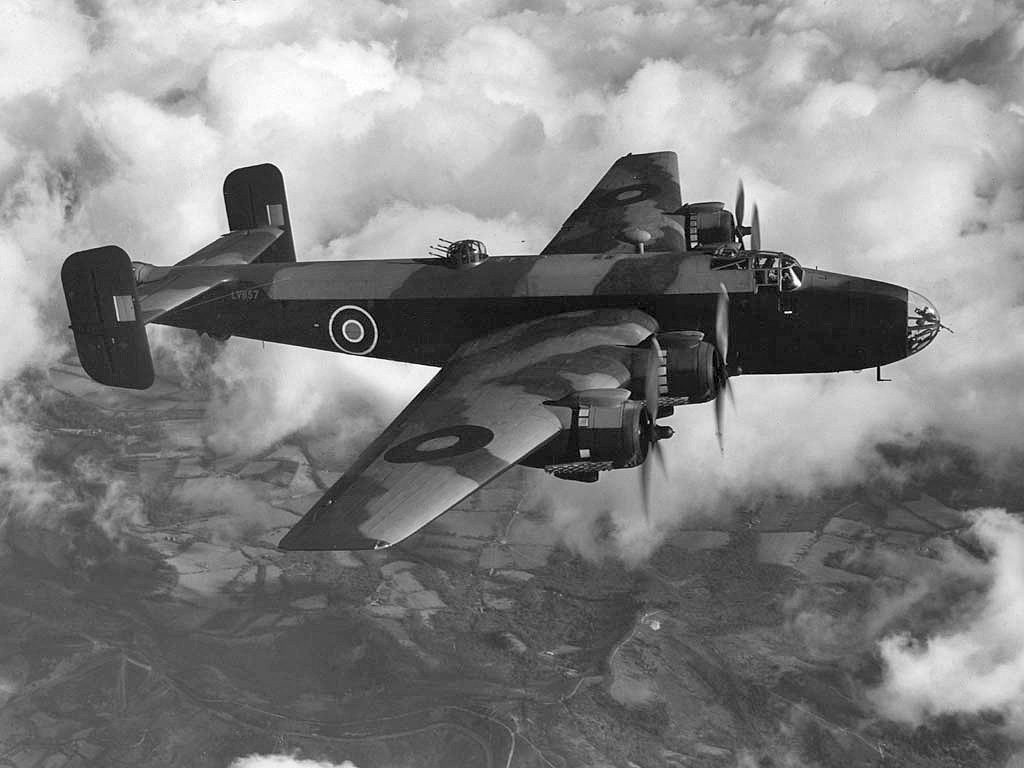
Aus einer britischen Halifax-Maschine sprang die Gruppe am 8. April 1945 über dem Feuerkogel ab

Anfang 1945 plante der SOE einen Absprung über dem Salzkammergut um genauere Informationen über die von der deutschen Propaganda gepriesene Alpenfestung zu erhalten. Der im Dienste der Briten stehende Albrecht Gaiswinkler wurde mit dem Auftrag betraut, ein Team aus Österreichern zusammenzustellen, die für diesen Einsatz geeignet wären. Er fand schnell die ihm vertrauenswürdig erscheinenden Wiener Karl Lzicar und Karl Standhartinger, die bereit waren, an diesem riskanten Spezialkommando teilzunehmen. Es fehlte jedoch noch ein Funker. Von den Briten wurde ein geeigneter Südtiroler vorgeschlagen, den Gaiswinkler allerdings ablehnte, da dieser ein „Schwarzer“ war, also politisch den Bürgerlichen nahestand. Daraufhin holte man Josef Grafl aus Afrika zur Basis der Royal Air Force nach Süditalien und der selber den Kommunisten nahestehende Gaiswinkler akzeptierte Grafl als Mitglied dieses Spezialkommandos.
Mittlerweile hatte die britische Aufklärung jedoch erfahren, dass Joseph Goebbels einen Urlaub am Grundlsee plante. Da dieser eine der Hauptstützen des immer noch starken deutschen Widerstands war und in den Wochen zuvor die Parole des totalen Krieges ausgerufen hatte, wurde vom britischen Geheimdienst der Plan aufgestellt, das Kommando solle über dem Zinken, einem Berg in der Nähe von Altaussee, abspringen, um von dort aus in einem günstigen Augenblick den Reichspropagandaminister entweder zu verhaften oder umzubringen. In den zugänglichen Quellen von SOE und der einschlägigen Forschungsliteratur finden sich zu diesem, von Grafl berichteten, Einsatzziel keine Angaben. Am 8. April 1945 startete das aus diesen vier Österreichern bestehende Kommando mit einer britischen Maschine von süditalienischen Brindisi aus Richtung Österreich und sprang per Fallschirm über dem Salzkammergut ab. Aufgrund schlechter Sicht und eines Navigationsfehlers des Piloten landete die Gruppe jedoch verstreut auf dem Feuerkogel statt auf dem Zinken und erst am nächsten Tag konnten sie sich im schroffen Gelände wieder sammeln, wobei allerdings ein Teil der ebenfalls abgeworfenen Ausrüstung verloren gegangen war. Da sogar im Gebirge ständig deutsche Patrouillen unterwegs waren, musste die Gruppe unter größter Vorsicht weiter marschieren. In dieser Situation überredete Albrecht Gaiswinkler den Funker Josef Grafl, das schwere Funkgerät am Berg zurückzulassen, da ein Abstieg sonst zu schwierig wäre. Der aus dem burgenländischen Flachland stammende Grafl vertraute dem im Salzkammergut ortskundigen Gaiswinkler und so wurde jeglicher Kontaktaufnahme mit dem britischen Geheimdienst unterbrochen. Von der Bevölkerung erfuhren sie laut Grafl jedoch bald, dass Goebbels aufgrund der immer prekärer werdenden Kriegslage schon einige Tage zuvor nach Berlin abgereist war und das Primärziel der Mission somit unerreichbar war. Eine Erkundung der tatsächlichen Lage in der Alpenfestung war jedoch ebenfalls zwecklos, da wegen des fehlenden Funkgerätes keine Informationsübermittlung zu den Briten möglich war. So beschloss die Gruppe unauffällig zu bleiben und das Herannahen der alliierten Truppen abzuwarten.
Das gebirgige Salzkammergut und besonders das Ausseer Land lagen aber im Niemandsland zwischen den von Westen kommenden Amerikanern und der vom Osten anrückenden Roten Armee, wodurch die letzten Kriegstage dort chaotisch verliefen und auch heute noch nicht hinreichend erforscht sind. Einige wichtige Nationalsozialisten hatten sich in diese Region zurückgezogen und versuchten, ihr Vermögen und Teile ihrer aus ganz Europa geraubten Kunstschätze hierher zu bringen. Diejenigen, die dem Regime noch loyal gegenüberstanden, wollten dem Nerobefehl Hitlers Folge leisten und die in Altaussee gelagerten Kunstwerke zerstören, damit sie dem Feind nicht in die Hände fallen. Andere versuchten, dies zu verhindern, um sich gegenüber den herannahenden Alliierten zu profilieren. Wieder andere wollten alle belastenden Dokumente vernichten und mit möglichst vielen Wertgegenständen als normale Zivilisten getarnt untertauchen.
Die Aktionen der vier österreichischen Agenten in britischem Dienst ist deshalb historisch schwer zu beurteilen, da sich die Aussagen der Beteiligten stark unterscheiden. Gaiswinkler behauptete später, er wäre trotz der schwierigen Situation an der Entmachtung der letzten Nationalsozialisten beteiligt gewesen und hätte sogar maßgeblich an der Rettung der im Altausseer Salzbergwerk eingelagerten Kunstschätze mitgewirkt. Grafl erhob hingegen später schwere Vorwürfe gegen Gaiswinkler und bezichtigte ihn, die ganze Kommandoaktion willentlich sabotiert zu haben. Belegt ist hingegen, dass Grafl an der Festnahme des Gestapo-Chefs Kaltenbrunner beteiligt war, der später in den Nürnberger Prozessen als Kriegsverbrecher verurteilt und hingerichtet wurde.
Nach Dokumenten der Special Operations Executive leisteten die vier Agenten Wertvolles zur Befreiung des Salzkammerguts. Eine Bewertung durch den SOE-Offizier Peter Wilkinson nach Kriegsende bescheinigte ihnen zur Zersetzung der NS-Herrschaft im Salzkammergut, zur Sicherung der Kunstschätze in Altaussee, bei der Festnahme von zum Teil hochrangigen NS-Funktionären wie Martin Kaltenbrunner und dem Aufbau einer lokalen zivilen Verwaltung wichtig Beiträge geleistet zu haben. Bekannt ist heute allerdings bereits, dass der britische Geheimdienst keine aktuellen Informationen über den Aufenthaltsort Goebbels hatte.

## Hollywood-Verfilmung
Trotz der dünnen Quellenlage hat sich Hollywood diesem Thema angenommen und Teile der Geschichte um Albrecht Gaiswinkler und Joseph Grafl wurden 1968 im Film „Where Eagles Dare“ (Agenten sterben einsam) mit Richard Burton und Clint Eastwood übernommen. Dieser Film wurde im nahe gelegenen Salzachtal bei der Burg Hohenwerfen gedreht und zeigt auch Szenen vom tatsächlichen Schauplatz dieser Ereignisse am Feuerkogel. Allerdings waren die dargestellten Agenten hier Briten und Amerikaner. Eine Verfilmung, die auf den Memoiren von Albrecht Gaiswinkler beruht, ist der Fernsehfilm „Am Ende eines langen Winters“, der 1990 nach einem Buch von Walter Wippersberg von ORF und ARD gemeinsam produziert wurde.